# Električna polarizacija
Eléktrična polarizácija (oznaka P) je fizikalna količina, ki opisuje, da se v dielektriku, postavljenem v zunanje električno polje, molekule s permanentnim električnim dipolom uredijo tako, da v povprečju kažejo v smer polja, ali pa da molekule ali atomi brez električnega dipolnega momenta dobijo inducirani dipolni moment.
Polarizacijo vpeljemo kot razliko med gostoto električnega polja v snovi D in gostoto električnega polja v praznem prostoru:
{\displaystyle \mathbf {P} =\mathbf {D} -\epsilon _{0}\mathbf {E} }
Električna polarizacija je premo sorazmerna jakosti električnega polja E:
{\displaystyle \mathbf {P} =\epsilon _{0}\chi _{e}\mathbf {E} }
Pri tem je ε0 influenčna konstanta, χe pa električna susceptibilnost.

## Zveza z mikroskopskimi količinami
Električna polarizacija kot snovni paramater je enaka električnemu dipolnemu momentu dane prostornine snovi:
{\displaystyle \mathbf {P} ={\frac {1}{V}}\sum _{i}\mathbf {p} _{i}}
Pri tem je pi električni dipolni moment i-te molekule, V pa prostornina, ki je dovolj velika, da vsebuje dovolj veliko število molekul, obenem pa dovolj majhna, da smemo vzeti, da je znotraj nje jakost električnega polja homogena.

### Elektronska polarizacija
V homogenem dielektriku z nepolarnimi molekulami v homogenem zunanjem električnem polju lahko pišemo:
{\displaystyle \mathbf {P} =n\mathbf {p} _{e}}
Pri tem je n število molekul na enoto prostornine, pe pa inducirani električni dipolni moment posamezne molekule. Slednji je premo sorazmeren jakosti zunanjega električnega polja:
{\displaystyle \mathbf {p} _{e}=\epsilon _{0}\alpha \mathbf {E} }
Sorazmernostni koeficient ε0 je influenčna konstanta, α pa molekulska polarizabilnost. Slednja je pri elektronski polarizaciji nepolarnih molekul s Clausius-Mossottijevo zvezo razmeroma enostavno povezana z makroskopsko dielektričnostjo:
{\displaystyle {\frac {\epsilon -1}{\epsilon +2}}={\frac {n\alpha }{3}}}

### Orientacijska polarizacija
Polarizacijo homogenega dielektrika s polarnimi molekulami v homogenem zunanjem električnem polju lahko zapišemo kot povprečno usmerjenost molekulskih dipolov:
{\displaystyle \mathbf {P} =n\langle \mathbf {p} _{e}\rangle }
Povprečno vrednost komponente molekulskih dipolov v smeri zunanjega električnega polja izračunamo iz Boltzmannove porazdelitve delcev v polju sil. Rezultat je:
{\displaystyle \langle \mathbf {p} _{e}\rangle =p_{e}L(x)}
Pri tem je L(x) Langevinova funkcija, x pa razmerje med energijo električnega dipola v zunanjem električnem polju in termično energijo:
{\displaystyle L(x)=\coth x-{\frac {1}{x}}}
{\displaystyle x={\frac {p_{e}E}{k_{B}T}}}
Pri tem je kB Boltzmannova konstanta, T pa absolutna temperatura.

### Temperaturna odvisnost
V visokotemperaturnem približku velja x << 1 in L(x) ≈ x/3. Električno susceptibilnost v tem približku opiše Debye-Langevinova formula:
{\displaystyle \chi _{e}={\frac {np_{e}^{2}}{3\epsilon _{0}k_{B}T}}}
Temperaturna odvisnost električne susceptibilnosti se razlikuje glede na to, ali so njen vzrok inducirani dipoli ali pa orientacija permanentnih dipolov. V prvem primeru električna susceptibilnost ni odvisna od temperature, v drugem pa z naraščajočo temperaturo pada kot 1/T.